# Raiste
Raiste är en ort i Estland. Den ligger i Võru kommun och landskapet Võrumaa, i den södra delen av landet, 210 km sydost om huvudstaden Tallinn. Raiste ligger 96 meter över havet och antalet invånare är 103.
Terrängen runt Raiste är platt. Runt Raiste är det ganska glesbefolkat, med 23 invånare per kvadratkilometer. Närmaste större samhälle är Võru, 10,6 km söder om Raiste. Omgivningarna runt Raiste är en mosaik av jordbruksmark och naturlig växtlighet.